# Mantidactylus grandidieri
A Mantidactylus grandidieri  a kétéltűek (Amphibia) osztályába és  a békák (Anura) rendjébe, az aranybékafélék (Mantellidae) családjába tartozó faj. 

## Előfordulása
Madagaszkár endemikus faja. A sziget keleti részén 1500 m-es tengerszint feletti magasságban, trópusi, szubtrópusi esőeredőkben honos. 

## Nevének eredete
Nevét Alfred Grandidier francia természettudós és felfedező tiszteletére kapta.

## Megjelenése

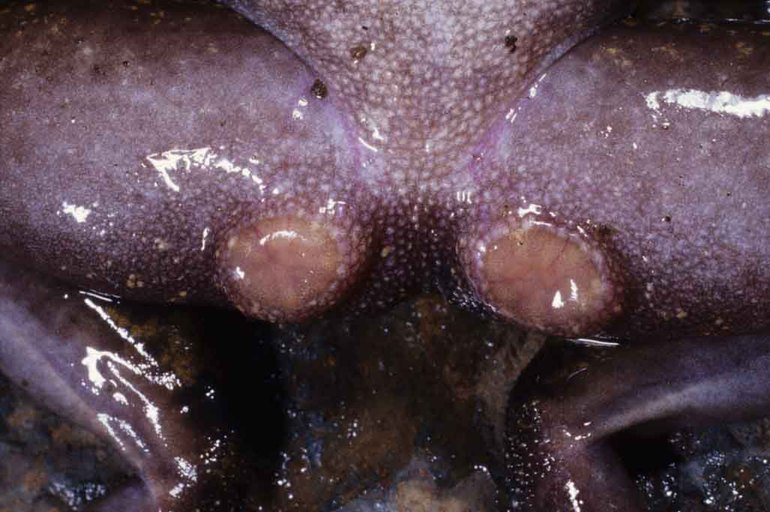
Egy példány combmirigyei

Nagy méretű Mantidactylus faj. A kifejlett példányok mérete 75–108 mm. Megjelenésében hasonlít a Mantidactylus guttulatus fajra, de bőre kevésbé szemcsézett, és ujjai végén a korongok kisebbek.

## Természetvédelmi helyzete
A vörös lista a nem fenyegetett fajok között tartja nyilván. Számos  védett területen előfordul.